# Filip Boháč
Fr. Filip Boháč OP (*1978) je český dominikán, převor dominikánského kláštera v Praze u sv. Jiljí, moderátor diskusního prostoru Dominikánská 8.

## Studia a církevní kariéra
Studoval nejprve architekturu, teologická studia absolvoval na řádovém teologickém učilišti v Bordeaux a Toulouse. Vstoupil v roce 2006 do dominikánského řádu, v roce 2013 byl vysvěcen na kněze. Je převorem pražského dominikánského kláštera. Vyučuje na VOŠ pedagogické v Svatém Janu pod Skalou.

## Zajímavosti
U svého jmenovce, evangelického faráře Filipa Boháče v Opatově, společně vedl ekumenickou bohoslužbu 2x Filip Boháč.